# دولت أباد (كاشان)
دولت أباد هي قرية في مقاطعة كاشان، إيران. عدد سكان هذه القرية هو 52 في سنة 2006.